# Bhūmi
Bhūmi è un sostantivo femminile sanscrito che indica una "terra" un'"area", una "estensione".
Nell'induismo, Bhūmi è uno dei nomi della divinità della terra, che corrisponde alla vedica Prithvi.
Nel Buddismo Mahāyāna il termine indica le "terre" (gli "stadi") che un bodhisattva deve attraversare nel suo percorso spirituale per divenire un buddha perfetto  (samyaksaṃbuddha). Esse sono enumerate come "Dieci terre" (Daśa bhūmi). 
Nelle altre lingue asiatiche i termini sanscriti bhūmi e  daśa bhūmi vengono così resi:
- in cinese: 地 dì e  十地 shídì;
- in giapponese: 地 ji e 十地 jūji;
- in coreano: 지 ji e 십지 sipji;
- in vietnamita: địa e thập địa;
- in tibetano sa e  sa-bcu.

## Isūtrae iśāstradescrittivi le "Dieci terre" delbodhisattva(Daśa bhūmi)
Sono diversi i sūtra e i commentari (śāstra) del Buddismo Mahāyāna che trattano della dottrina delle daśa bhūmi, tra questi:
- il Daśabhūmikasūtra (十住經, Shízhù jīng, giapp. Jūjū kyō, tib. 'Phags-pa sa-bcu-pa'i mdo; Sutra delle dieci terre) XXI capitolo del Buddhavataṃsakasūtra o Avataṃsakasūtra (華嚴經, pinyin Huāyánjīng, giapp. Kegon kyō, tib. Sangs-rgyas phal-po-che'i mdo; Sutra della ghirlanda fiorita di Buddha), conservato nel Canone cinese al T.D. 286 dello Huāyánbù e nel Kangyur del Canone tibetano;
- lo Yogâcārabhūmiśāstra, che contiene il Bodhisattvabhūmi, opera attribuita, secondo la tradizione tibetana ad Asaṅga (IV secolo) e tradotto in cinese in cento fascicoli da Xuánzàng (玄奘, 602-664) con il titolo 瑜伽師地論 (Yúqié shīdì lùn) e conservato nello Yúqiébù al T.D. 1549. È conservato anche nel Canone tibetano;
- il Daśabhūmikavibhāṣāśastra, opera attribuita tradizionalmente a Nāgārjuna (II secolo) fu tradotta in lingua cinese nel 405 da Kumārajīva con il titolo 十住毘婆沙論 (Shízhùpípóshālùn) ed è conservata nel Shìjīnglùnbù al T.D. 1521. Non è conservata nel Canone tibetano.

## Le Dieci terre delbodhisattva(daśa bhūmi)
Il Daśabhūmikasūtra è il sūtra principale che enuncia la dottrina delle bhūmi, indicando nella bodhicitta (Mente del Risveglio, ovvero l'aspirazione ad ottenere il Risveglio) il primo passo per entrarvi. Di seguito l'elencazione e la illustrazione delle daśa bhūmi così come presentata nel Daśabhūmikasūtra: 
1. Pramuditābhūmi ("Terra della Grande gioia")
  - Così indicata in quanto il bodhisattva si sente prossimo all'"illuminazione" e comprendendo il beneficio che questa reca a tutti gli esseri senzienti prova un sentimento di "grande gioia"; in questa bhūmi si perfeziona ogni virtù, ma in particolare la pāramitā della  "generosità" (dāna).
2. Vimalābhūmi ("Terra della Purezza")
  - Attraversando la seconda bhūmi, ci si libera dall'immoralità, conquistando la purezza; in questa bhūmi si pratica la pāramitā  della "disciplina morale" (śīla).
3. Prabhākarībhūmi ("Terra che illumina")
  - Quando si raggiunge questa bhūmi il bodhisattva illumina con la luce (della sua comprensione del Dharma) tutto il mondo che lo circonda; la pāramitā prediletta è la "pazienza" (kṣānti).
4. Arciṣmatibhūmi ("Terra Radiante")
  - Questa bhūmi è detta 'radiante' perché qui il bodhisattva con la pratica della pāramitā della vīrya e dei saptatriṃśad-bodhi-pakṣikādharmāḥ (Trentasette fattori della illuminazione) è come una forte luce che brucia tutto ciò che si oppone all'illuminazione stessa.
5. Sudurjayābhūmi ("Terra impegnativa da superare")
  - Quando ottiene questa bhūmi il bodhisattva cerca di aiutare gli esseri senzienti a ottenere la maturità, ma non si lascia coinvolgere emotivamente quando tali esseri rispondono negativamente impedendo così a Māra, il tentatore dello stesso  Gautama Buddha, di avere la meglio, e ciò è molto difficile; la pāramitā praticata è la concentrazione meditativa (dhyāna).
6. Abhimukhībhūmi ("Terra in vista della Realtà", o "Terra faccia a faccia")
  - Dipendendo dalla perfezione della coscienza della sapienza, il bodhisattva non è più vincolato al saṃsāra ma  non ha ancora raggiunto il nirvāṇa anche se lo vede "faccia a faccia"; la pāramitā enfatizzata è la saggezza (prajñā).
7. Dūraṃgamābhūmi ("Terra che procede lontano")
  - Il bodhisattva giunto a questo punto è in grado di vedere la Realtà per come essa è (Tathātā). Comprende la base di ogni esistente (bhūtakoṭivihāra) ed è in grado di utilizzare gli "abili mezzi" (upāya), per aiutare il prossimo.
8. Acalābhūmi ("Terra immutabile")
  - Il bodhisattva ora non è più spinto dai pensieri inerenti alla vacuità (śūnyatā) o quelli inerenti ai fenomeni (dharma). Coltivando la pāramitā del "voto risoluto" (pranidhana) egli è in grado di attraversare liberamente i diversi piani di esistenza.
9. Sādhumatībhūmi ("Terra del Buon discernimento")
  - Qui il bodhisattva acquisisce le quattro conoscenze analitiche (pratisaṃvid) e si perfeziona nella pāramitā della "forza spirituale" (bala).
10. Dharmameghabhūmi ("Terra delle Nuvola del Dharma")
  - Il corpo del bodhisattva è ora luminoso, costituito da pietre preziose ed egli è in grado di operare miracoli al di fuori delle leggi della natura a favore di tutti gli esseri senzienti. Egli in questa terra si perfeziona nella "conoscenza trascendentale" (jñāna).

Con il superamento delle dieci bhūmi, secondo il Buddismo Mahāyāna, il bodhisattva consegue l'Illuminazione completa (l'anuttarā-samyak-saṃbodhi) e diviene un buddha.
Da tener presente, come nota Nakamura Hajime, che in alcune tradizioni buddiste afferenti al Canone cinese, come le scuole Chán e Zen, il percorso del bodhisattva viene inteso attraverso non un procedere graduale ma immediato ovvero per tramite una "illuminazione" (悟 wù, giapp, satori) raggiunta subitaneamente. Allo stesso modo alcune tradizioni afferenti al Canone tibetano nonché al Buddismo esoterico estremo-orientale, ritengono che per mezzo di alcune pratiche proprie del "Tantrismo", l'obiettivo dell'anuttarā-samyak-saṃbodhi possa essere conseguito "in questo corpo e in questa vita".